# La Légende de Zorro
Pour les articles homonymes, voir La Légende de Zorro (homonymie).
Série
Le Masque de Zorro
(1998)
Pour plus de détails, voir Fiche technique et Distribution.
La Légende de Zorro (The Legend of Zorro) est un film américain réalisé par Martin Campbell et sorti en 2005.
Il s'agit de la suite du film Le Masque de Zorro, du même réalisateur, sorti en 1998.

## Synopsis
En 1850, neuf ans après les événements du premier film, la Californie vote pour savoir si elle doit rejoindre les États-Unis d'Amérique en tant qu'État. Alejandro Murrieta, désormais connu sous le nom de Don Alejandro De La Vega, déjoue un complot visant à voler les bulletins de vote, mais au cours du combat avec un tireur nommé Jacob McGivens, il perd brièvement son masque. Deux agents de Pinkerton voient son visage et le reconnaissent. A l'issue des résultats des votes, la Californie deviendra un nouvel état des États-Unis dans trois mois. Le soir, Zorro annonce la bonne nouvelle à Elena, mais celle-ci se dispute avec lui, lui reprochant de privilégier trop sa vie de justicier au détriment de sa famille. Zorro quitte l'hacienda pour une nouvelle "mission". Le lendemain, les agents confrontent la femme d'Alejandro, Elena, et la font chanter pour qu'elle divorce.
Trois mois plus tard, la séparation avec Elena et son fils Joaquin, ainsi que le sentiment que le peuple n'a plus besoin de Zorro, ont raison d'Alejandro. Joaquin, grand amateur de Zorro et élève turbulent, défie son instituteur dans un duel avec des règles et ridiculise ce dernier. Après avoir récupéré son fils, Alejandro tente diplomatiquement d'empêcher McGivens de récupérer le terrain de son ami Guillermo Cortez mais se fait gifler devant son fils. Le tuteur d'enfance d'Alejandro, le père Felipe, le convainc d'assister à une réception dans le nouveau vignoble du comte français Armand. Là, Alejandro découvre qu'Elena sort avec le comte, et admire son temps passé en Europe. Ivre, il se dispute avec Elena qui l'éconduit devant tout le monde. Après avoir quitté la fête, Alejandro est témoin d'une énorme explosion près du manoir d'Armand et se méfie de lui. Le lendemain, Armand invite Alejandro à une partie de polo dont le gagnant repartira avec Elena. Mais Alejandro perd à la suite d'une tricherie d'Elena. Il comprend qu’elle lui ment sur son amour avec Armand avant de partir, appelé par son devoir.
McGivens mène une attaque contre la famille de Guillermo Cortez pour saisir leur titre de propriété. Enfilant à nouveau son masque, Zorro réussit à sauver la femme et le fils de Guillermo, mais ne parvient pas à sauver Guillermo et l'acte de propriété. Zorro comprend que ce n'est qu'un début. Le soir, Zorro s'introduit au manoir d'Armand et découvre qu'Armand, qui est le patron de McGivens, projette de construire un chemin de fer sur les terres de Cortez. Il rencontre également Elena (invitée à diner chez lui) et, apprenant qu'une cargaison va bientôt arriver, il suit McGivens jusqu'à une crique où la cargaison sera livrée. À son insu, Joaquin s'est caché dans le chariot de McGiven, après s'être éclipsé d'une sortie scolaire. Zorro sauve son fils des bandits et, en examinant la cargaison, il en aperçoit une partie - une barre de savon - et repère la phrase "Orbis Unum", qui signifie "Un seul monde" en latin, sur le couvercle d'une caisse. En faisant des recherches sur cette phrase, Felipe et Alejandro apprennent qu'Armand est à la tête d'une société secrète, les Chevaliers d'Aragon, qui dirige secrètement l'Europe. Les États-Unis étant considérés comme une menace pour les Chevaliers, ils prévoient de plonger le pays dans le chaos avant qu'il ne puisse acquérir trop de pouvoir.
Alejandro est capturé et emprisonné par les Pinkertons, qui révèlent qu'ils ont forcé Elena à divorcer d'Alejandro afin de se rapprocher d'Armand et d'apprendre ses plans sans l'aide de Zorro, car ils n'aiment pas ses méthodes de justicier et parce qu'ils n'ont pas l'autorité légale pour fouiller la maison d'Armand, la Californie n'étant pas encore un État américain. Joaquin libère Alejandro de sa captivité. Zorro se rend au manoir d'Armand, rencontre Elena, et écoute aux portes la réunion d'Armand. Il apprend que les barres de savon sont secrètement utilisées comme ingrédient pour produire de la nitroglycérine, qu'Armand prévoit de distribuer dans l'armée confédérée, avec l'aide du colonel confédéré Beauregard, pour détruire l'Union. Zorro et Elena se réconcilient, et Zorro se prépare à détruire le train transportant les explosifs. McGivens arrive à l'église de Felipe pour chercher Zorro. Incapable de le trouver, McGivens tire sur le prêtre et kidnappe Joaquin.
Pendant ce temps, Ferroq, le majordome d'Armand, traque et tue les Pinkerton et informe son maître de la couverture d'Elena. Armand confronte Elena, et la prend en otage avec Joaquin dans le train transportant les explosifs, empêchant Zorro de le détruire. Zorro est capturé et démasqué devant son fils. Armand emmène Joaquin et Elena et ordonne à McGivens de tuer Alejandro. Felipe, qui a été sauvé de la balle de McGivens par la croix qu'il porte, arrive, et lui et Alejandro maîtrisent et tuent McGivens.
Zorro rattrape Armand, et ils s'engagent dans un combat à l'épée. Pendant ce temps, Elena fait fuir Joaquin dans les wagons arrière du train, qu'elle déconnecte. Elena combat Ferroq dans le wagon de stockage de nitroglycérine et le jette, ainsi qu'une bouteille d'explosif, hors du wagon et aux pieds du colonel Beauregard à leur point de rencontre préétabli, les tuant tous les deux. Plus loin sur la voie ferrée, le gouverneur se prépare à signer le projet de loi qui fera de la Californie un état de l'Union. Joaquin récupère Tornado, le cheval de Zorro, saute du train et le dépasse. Il actionne un aiguillage, ce qui permet au train de contourner la cérémonie sans danger. Le duel entre Zorro et Armand les amène à l'avant de la locomotive. Voyant que la voie est une impasse, Zorro accroche Armand au train en l'attachant à l'avant de la locomotive et s'échappe avec Elena. Le train s'écrase sur l'amas de rails au bout de la voie, détonant la nitroglycérine, tuant Armand et détruisant le train.
Avec Zorro comme témoin officiel, le gouverneur signe la loi et la Californie devient le 31e État des États-Unis d'Amérique. Felipe remarie Alejandro et Elena, et Alejandro s'excuse auprès de son fils d'avoir caché sa véritable identité, admettant que l'identité de Zorro est un secret de famille plutôt que le sien. Avec le soutien d'Elena, Zorro part sur Tornado pour sa prochaine mission.

## Fiche technique
Sauf indication contraire, les informations mentionnées dans cette section peuvent être confirmées par la base de données cinématographiques IMDb,  présente dans la section « Liens externes ».
- Titre original : The Legend of Zorro
- Titre français : La Légende de Zorro
- Réalisation : Martin Campbell
- Scénario : Alex Kurtzman et Roberto Orci
- Musique : James Horner
- Production : Gary Barber, Roger Birnbaum, John Gertz, Amy Lescoe, Laurie MacDonald, Walter F. Parkes, Lloyd Phillips et Steven Spielberg
- Sociétés de production : Columbia Pictures, Spyglass Entertainment et Amblin Entertainment
- Budget : 75 000 000 $
- Pays de production :  États-Unis
- Langue : anglais et espagnol
- Format : couleur
- Genre : aventures
- Durée : 129 minutes
- Dates de sortie[1] :
  - France et Belgique : 26 octobre 2005
  - États-Unis, Mexique et Canada : 28 octobre 2005
- Classification[2] :
  -  États-Unis : Certaines scènes peuvent heurter les enfants - Accord parental souhaitable (PG - Parental Guidance Suggested).
  -  Mexique : Interdit aux moins de 12 ans (B : 12 ans et plus, peut contenir des situations sexuelles, une violence légère et un langage doux).
  -  France : Tous publics (visa d'exploitation no 113321 délivré le 3 octobre 2005)[3](Conseillé à partir de 10 ans)[4]

## Distribution
- Antonio Banderas (VF : Pierre-François Pistorio) : Don Alejandro de la Vega Murrieta / Zorro
- Catherine Zeta-Jones (VF : Rafaèle Moutier) : Elena de la Vega
- Rufus Sewell (VF : Arnaud Arbessier) : Comte Armand
- Adrian Alonso : Joaquin Murietta
- Alberto Reyes : Frère Ignacio
- Julio Oscar Mechoso (VF : Jérôme Keen) : Padre Fray Felipe
- Gustavo Sánchez Parra (VF : Patrick Mancini) : Guillermo Cortez
- Nick Chinlund (VF : François Siener) : Jacob McGivens
- Giovanna Zacarias (VF : Géraldine Asselin) : Blanca Cortez
- Carlos Cobos : Tabulateur
- Michael Emerson (VF : Jean-Pierre Leroux) : Harrigan
- Shuler Hensley (VF : Michel Voletti) : Pike
- Pedro Armendariz Jr. : Gouverneur Riley
- Mary Crosby : Femme du gouverneur
- Mauricio Bonet : Don Verdugo
- Fernando Becerril : Don Diaz
- Xavier Marc : Don Robau
- Pepe Olivares : Phineas Gendler
- Alexa Benedetti : Lupe
- Tony Amendola (VF : Dominique Collignon-Maurin) : Père Quintero
- Brandon Wood : Ricardo
- Alejandro Galan : Policier
- Leo Burmester : Colonel Raymond Beauregard, 1er Régiment
- Tina French : Paysanne
- Rayo Rojas : Joueur de polo
- Raúl Mendez : Ferrog
- Mar Carrera : Marie
- Pedro Altamirano : Propriétaire du saloon
- Silverio Palacios : Gardien-chef de la prison
- Alfredo Ramírez : Garde
- Juan Manuel Vilchis : Garde
- Antonio Gallegos : Gardien de prison
- Philip Meheux : Lord Dillengham
- Matthew Stirling : Stoker
- Pedro Mira : Abraham Lincoln

## Bande originale
La musique originale du film a été composée par James Horner.
1. Collecting The Ballots
2. Stolen Votes
3. The Governor'S… And Then Elena
4. This Is Who I Am
5. Classroom Justice
6. The Cortez Ranch
7. A Proposal With Pearls/Perilous Times
8. Joaquin'S Capture And Zorro'S Rescue
9. Jailbreak/Reunited
10. A Dinner Of Pigeon/Setting The Explosives
11. Mad Dash/Zorro Unmasked
12. Just Done Drop Of Nitro
13. The Train
14. Statehood Proclaimed
15. My Familly Is My Life

## Accueil

### Critiques
Sur le site Rotten Tomatoes, le film a une note de 26 %, le consensus des critiques étant résumé en ces termes : « Zorro peut survivre à beaucoup de choses, mais il semble qu'il ne puisse pas survivre au mariage. » Le film a une note de 47⁄100 sur Metacritic.

### Box-office
| Pays ou région    | Box-office        | Date d'arrêt du box-office | Nombre de semaines |
| ----------------- | ----------------- | -------------------------- | ------------------ |
| États-Unis Canada | 46 464 023 $      | 2 janvier 2006             | 8                  |
| France            | 2 174 876 entrées | -                          | 9                  |
| Total mondial     | 142 400 065 $     | -                          | -                  |

## Distinctions
Entre 2005 et 2006, La Légende de Zorro a été sélectionné 5 fois dans diverses catégories et a remporté 2 récompenses.

### Récompenses
- The Stinkers Bad Movie Awards 2005 : Prix Spencer Breslin pour la pire performance d'un enfant décerné à Adrian Alonso.
- Young Artist Awards 2006 : Young Artist Award du meilleur jeune acteur âgé au maximum de 10 ans ou moins dans un film décerné à Adrian Alonso.

### Nominations
- Imagen Foundation Awards 2006 : meilleur acteur pour Antonio Banderas.
- Motion Picture Sound Editors 2006 : Meilleur montage sonore - Effets sonores et bruitages pour Alan Robert Murray, Bub Asman, Michael Dressel, David Grimaldi, Jason King, Jason W. Jennings, Linda Lew, Shawn Sykora, Michael Broomberg, Vincent Guisetti et Pamela Kahn.
- Young Artist Awards 2006 : meilleur film dramatique.

## Autour du film
- Ce film est la suite du Masque de Zorro sorti en 1998.
- En prison, l'un des agents, en montrant un masque, dit à Zorro en prison que sa place est dans un musée. Et la vôtre aussi ! » Un clin d’œil à Indiana Jones et la Dernière Croisade de Steven Spielberg, producteur exécutif du film.